# Comté de Meekatharra
Le Comté de Meekatharra est une zone d'administration locale dans le centre de l'Australie-Occidentale en Australie. 
Le centre administratif du comté, Meekatharra, abrite la plus grande partie de la population.
Le comté est divisé en un certain nombre de localités:
- Meekatharra
- Abbotts
- Capricorn
- Kumarina
- Nannine
- Peak Hill

Le comté a 9 conseillers locaux pour 3 circonscriptions:
- Town Ward (5 conseillers)
- Nannine Ward (2 conseillers)
- Peak Hill Ward (2 conseillers).